# ユキツバキ
ユキツバキ（雪椿、学名：Camellia rusticana ）は、ツバキ科ツバキ属の常緑低木。別名、オクツバキ、サルイワツバキ、ハイツバキ。主に日本の太平洋側に分布するヤブツバキが東北地方から北陸地方の日本海側の多雪地帯に適応したものと考えられ、変種、亜種とする見解もある。
新潟県の県木、同県加茂市、阿賀町、及び長野県飯山市の花に指定されている。また、ユキツバキ系の園芸品種であるオトメツバキは山梨県昭和町の木に指定されている。

## 分布と生育環境
本州の東北地方（岩手県・秋田県以南）から北陸地方（滋賀県北部）の日本海側に分布し、標高300 - 1000メートルの山地に自生する。エゾユズリハ、ヒメモチ、ヒメアオキ、ツルシキミ、ハイイヌガヤなどの日本海要素の常緑地這植物とともに、ブナ林やコナラ林など落葉樹林の林床にみられる。このような地域は多雪地帯であり、冬季には3か月にもわたって数メートルの雪に覆われる。その間、ユキツバキは雪に覆われて地表に押しつけられた形で過ごす。
ヤブツバキと近接している地域では、両者の中間型を表すユキバタツバキ（雪端椿、学名：Camellia × intermedia (Tuyama) Nagam.）がみられる。

## 特徴

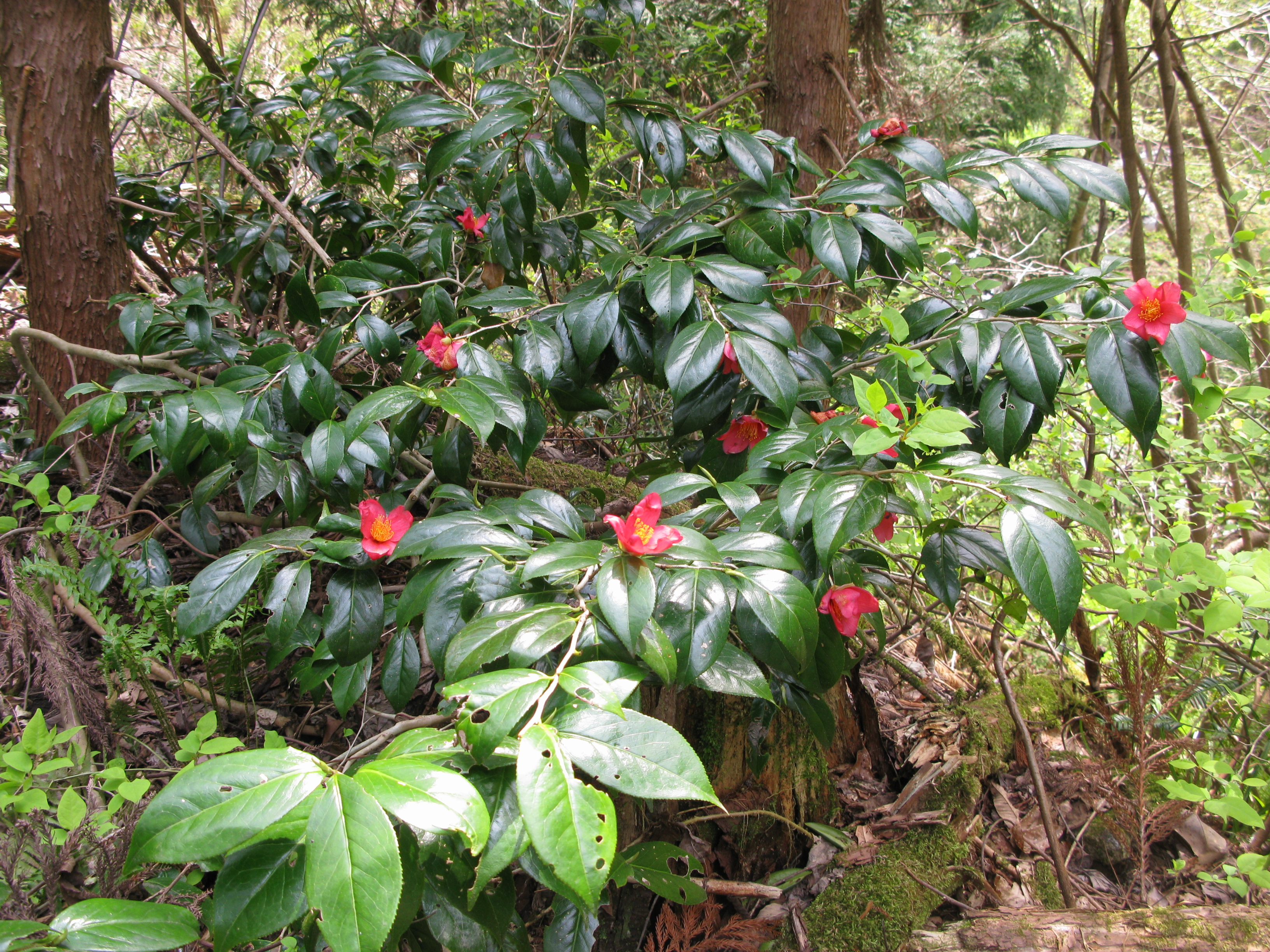
見樹形を示す

常緑広葉樹の低木で、幹の高さは1 - 2メートル (m) ほどになる。雪の重みに耐えるように適応し、下部から良く枝分かれして、しばしば地面についた枝から発根する。冬期は雪に埋もれながら育ち、樹形は積雪の関係で地を這う形になる。春に雪解けが始まると倒れていた枝は次第に立ち上がり、その姿を現す。
葉は枝に互生し、短い葉柄がある。葉の形は楕円形で先端は尖り、葉縁はヤブツバキに比べて鋸歯がやや大きくて鋭い。葉身はヤブツバキよりも薄目で、細い葉脈が目立つ。
花期は4 - 5月。花期は地域にもよるが、雪が消えかける頃に花を咲かせる。花は径5 - 8センチメートル (cm) 程度で、5 - 6枚の花弁はヤブツバキよりもやや薄くて水平状に広く開く。雄蕊は80個ほどあり、花糸は短く基部でわずかに合着して先はやや開き、濃橙黄色から黄赤色になる。森林下の株では花数が少なく、一枝に複数個をつけることは希だが、林縁部ではより花数が多い株も見られる。
果実はまれに実り、種子は1 - 2個ある。

## 薬用
ツバキ（ヤブツバキ）と同様に薬用になる。民間療法で、軽い切り傷に葉を噛みつぶして塗ると止血になるといい、乾燥した蕾をお茶代わりに飲むと滋養に役立つといわれる。

## シノニム
- Camellia japonica L. var. rusticana (Honda) Tuyama[7]
- Camellia japonica L. subsp. rusticana (Honda) Kitam.[8]
- Camellia japonica L. var. decumbens Sugim.[9]